# Asperoteuthis acanthoderma
Asperoteuthis acanthoderma is een soort in de taxonomische indeling van de inktvissen, een klasse dieren die tot de stam der weekdieren (Mollusca) behoort. De inktvis komt enkel in zout water voor en is in staat om van kleur te veranderen. Hij beweegt zich voort door water in zijn mantel te pompen en het er via de sifon weer krachtig uit te persen. De inktvis is een carnivoor en zijn voedsel bestaat voornamelijk uit vis, krabben, kreeften en weekdieren die ze met de zuignappen op hun grijparmen vangen, de tentakels kunnen wel tot 12 keer de lengte van het lichaam worden.
De inktvis komt uit het geslacht Asperoteuthis en behoort tot de familie Chiroteuthidae. Asperoteuthis acanthoderma werd in 1977 beschreven door Lu als Chiroteuthis acanthoderma.